# Hino da Paraíba
O Hino do Estado da Paraíba foi escrito por Francisco Aurélio de Figueiredo e Melo e musicado por Abdon Felinto Milanês. Apresentado pela 1ª vez no dia 30 de junho de 1905. Foi oficializado somente no ano de 1979.

## Letra
| “ | Salve, berço do heroísmo, Paraíba, terra amada, Via-láctea do civismo Sob o céu do amor traçada! >>> | ” |

Trecho do Hino do estado da Paraíba, escrito por Francisco Aurélio de Figueiredo e Melo.